# Atzacan
Atzacan è una municipalità dello stato di Veracruz, nel Messico centrale, il cui capoluogo è la località omonima.
Conta 20.063 abitanti (2010) e ha una estensione di 65,17 km². 	 	
Il significato del nome della località in lingua nahuatl è luogo in cui l'acqua si ferma.